# Phyllonorycter robiniellus
Phyllonorycter robiniellus är en fjärilsart som först beskrevs av James Brackenridge Clemens 1859.  Phyllonorycter robiniellus ingår i släktet guldmalar, och familjen styltmalar. Arten har ej påträffats i Sverige.